# Kościół św. Jana Chrzciciela w Łeknie
Kościół św. Jana Chrzciciela w Łeknie – późnogotycki kościół parafialny parafii św. Jana Chrzciciela w Łeknie, należącej do dekanatu Mielno, diecezji koszalińsko-kołobrzeskiej.

## Historia
Kościół służył wyznaniowej gminie ewangelickiej w latach 1538–1945. Ostatnimi proboszczami ewangelickimi byli Gustav Müller (1918-1936), Erich Both (1937–1939) i Erwin Beckmann (1939–1944). Po II wojnie światowej kościół przejęli katolicy; na nowo poświęcony został 24 lutego 1946. W 1973 roku został kościołem parafialnym.

## Architektura
Wzniesiony na przełomie XV i XVI wieku z kamienia polnego i cegły. Świątynia jest sklepiona gwieździście, ma zamknięte trójboczne prezbiterium, a mury wspierają uskokowe przypory. Trójkondygnacyjna masywna wieża została nietypowo, z boku, dostawiona do nawy. Zwieńczona jest dachem namiotowym i 4 pinaklami w narożach. Kondygnacje zaznaczono fryzem, a dodatkową ozdobą są blendy. Po uderzeniu pioruna w 1789 roku zmienił się kształt górnej partii wieży.

## Wyposażenie
W wyposażeniu wnętrza zachowała się gotycka chrzcielnica służąca za kropielnicę i 2 dzwony z XV wieku, z których dzwon „Anna” datowany jest na rok 1519. Renesansowy obraz „Ostatnia wieczerza” z 1578 roku zajmuje centralną część antepedium dawnego ołtarza. W witrażach z 1587 roku znajdują się kartusze herbowe miejscowej szlachty i sceny biblijne. Ambona pochodzi z epoki baroku (XVIII w.). Na wieży znajduje się zegar, który zamontowano w 1889 roku.